# Tony Award/Beste Hauptdarstellerin in einem Musical
Für den Tony Award/Beste Hauptdarstellerin in einem Musical können alle Darstellerinnen, die im Laufe des Jahres in Musicals am Broadway in New York gespielt haben, nominiert werden. Der Tony Award für die beste Leistung in einer weiblichen Hauptrolle in einem Musical ging bisher an:

## 1947–1949
- 1948: Grace Hartman (in Angel in the Wings)
- 1949: Nanette Fabray (in Love Life)

## 1950–1959
- 1950: Mary Martin (in South Pacific)
- 1951: Ethel Merman (in Call Me Madam)
- 1952: Gertrude Lawrence (in The King and I)
- 1953: Rosalind Russell (in Wonderful Town)
- 1954: Dolores Gray (in Carnival in Flanders)
- 1955: Mary Martin (in Peter Pan)
- 1956: Gwen Verdon (in Damn Yankees)
- 1957: Judy Holliday (in Bells Are Ringing)
- 1958: Thelma Ritter (in New Girl In Town)
- 1958: Gwen Verdon (in New Girl In Town)
- 1959: Gwen Verdon (in Redhead)

## 1960–1969
- 1960: Mary Martin (in The Sound of Music)
- 1961: Elizabeth Seal (in Irma La Douce)
- 1962: Anna Maria Alberghetti (in Carnival)
- 1962: Diahann Carroll (in No Strings)
- 1963: Vivien Leigh (in Tovarich)
- 1964: Carol Channing (in Hello, Dolly!)
- 1965: Liza Minnelli (in Flora, the Red Menace)
- 1966: Angela Lansbury (in Mame)
- 1967: Barbara Harris (in The Apple Tree)
- 1968: Patricia Routledge (in Darling of the Day)
- 1968: Leslie Uggams (in Hallelujah, Baby!)
- 1969: Angela Lansbury (in Dear World)

## 1970–1979
- 1970: Lauren Bacall (in Applause)
- 1971: Helen Gallagher (in No, No, Nanette) (Wiederaufnahme)
- 1972: Alexis Smith (in Follies)
- 1973: Glynis Johns (in A Little Night Music)
- 1974: Virginia Capers (in Raisin)
- 1975: Angela Lansbury (in Gypsy)
- 1976: Donna McKechnie (in A Chorus Line)
- 1977: Dorothy Loudon (in Annie)
- 1978: Liza Minnelli (in The Act)
- 1979: Angela Lansbury (in Sweeney Todd)

## 1980–1989
- 1980: Patti LuPone (in Evita)
- 1981: Lauren Bacall (in Woman of the Year)
- 1982: Jennifer Holliday (in Dreamgirls)
- 1983: Natalia Makarova (in On Your Toes)
- 1984: Chita Rivera (in The Rink)
- 1986: Bernadette Peters (in Song and Dance)
- 1987: Maryann Plunkett (in Me and My Girl)
- 1988: Joanna Gleason (in Into the Woods)
- 1989: Ruth Brown (in Black and Blue)

## 1990–1999
- 1990: Tyne Daly (in Gypsy)
- 1991: Lea Salonga (in Miss Saigon)
- 1992: Faith Prince (in Guys and Dolls) (Wiederaufnahme)
- 1993: Chita Rivera (in Kuss der Spinnenfrau)
- 1994: Donna Murphy (in Passion)
- 1995: Glenn Close (in Sunset Boulevard)
- 1996: Donna Murphy (in The King and I) (Wiederaufnahme)
- 1997: Bebe Neuwirth (in Chicago) (Wiederaufnahme)
- 1998: Natasha Richardson (in Cabaret) (Wiederaufnahme)
- 1999: Bernadette Peters (in Annie Get Your Gun) (Wiederaufnahme)

## 2000–2009
- 2000: Heather Headley (in Aida)
- 2001: Christine Ebersole (in 42nd Street)
- 2002: Sutton Foster (in Thoroughly Modern Millie)
- 2003: Marissa Jaret Winokur (in Hairspray)
- 2004: Idina Menzel (in Wicked)
- 2005: Victoria Clark (in The Light in the Piazza)
- 2006: LaChanze (in The Color Purple)
- 2007: Christine Ebersole (in Grey Gardens)
- 2008: Patti LuPone (in Gypsy)
- 2009: Alice Ripley (in Next to Normal)

## 2010–2019
- 2010: Catherine Zeta-Jones (in A Little Night Music)
- 2011: Sutton Foster (in Anything Goes)
- 2012: Audra McDonald (in Porgy and Bess)
- 2013: Patina Miller (in Pippin)
- 2014: Jessie Mueller (in Beautiful: The Carole King Musical)
- 2015: Kelli O’Hara (in The King and I)
- 2016: Cynthia Erivo (in The Color Purple)
- 2017: Bette Midler (in Hello, Dolly!)
- 2018: Katrina Lenk (in The Band’s Visit)
- 2019: Stephanie J. Block (in The Cher Show)

## Seit 2020
- 2020/2021: Adrienne Warren (in Tina)
- 2022: Joaquina Kalukango (in Paradise Square)
- 2023: Victoria Clark (in Kimberly Akimbo)
- 2024: Maleah Joi Moon (in Hell’s Kitchen)
- 2025: Nicole Scherzinger (in Sunset Boulevard)[1]